# یوکی (ایندیانا)
یوکی (به انگلیسی: Yockey) یک منطقهٔ مسکونی در ایالات متحده آمریکا است که در شهرستان لارنس، ایندیانا واقع شده‌است. یوکی ۱۸۵٫۰۲ متر بالاتر از سطح دریا واقع شده‌است.